# Блазіни-Дольне
Блазіни-Дольне (пол. Błaziny Dolne) — село в Польщі, у гміні Ілжа Радомського повіту Мазовецького воєводства.
Населення — 567 осіб (2011).
У 1975-1998 роках село належало до Радомського воєводства.

## Демографія
Демографічна структура станом на 31 березня 2011 року:
|          | Загалом | Допрацездатний вік | Працездатний вік | Постпрацездатний вік |
| -------- | ------- | ------------------ | ---------------- | -------------------- |
| Чоловіки | 284     | 56                 | 186              | 42                   |
| Жінки    | 283     | 44                 | 170              | 69                   |
| Разом    | 567     | 100                | 356              | 111                  |